# 巴別塔學院
《巴別塔學院》（英語：Babel: Or the Necessity of Violence: An Arcane History of the Oxford Translators’ Revolution）是匡靈秀在2022年出版的一本推理小说。它曾登上紐約時報暢銷書榜第一名，并荣获布萊克威爾2022年度小說類圖書獎和2022年星雲獎最佳長篇小說獎。該書的主題與作者過去的作品《罌粟戰爭》相似，當中涉及大英帝国的帝國主義以及资本主义。
《巴別塔學院》以1830年代的平行世界的英國為背景。在故事中，銀具有特殊的魔法。英國透過使用銀條奠定了全球經濟和殖民霸權。为了利用銀條的力量，牛津大学創建了綽號為「巴別塔學院」的皇家翻譯研究所。而故事圍繞著巴別塔學院的四名新生展開。

## 迴響

### 評論
《巴別塔學院》在2022年出版後便在紐約時報暢銷書榜上位居榜首。，而Booklist和Kirkus Reviews均表達對其的讚賞。Booklist稱這部小說「引人入勝」且「描繪豐富」，而Kirkus Reviews则則表示它「雄心勃勃、有力，同時表現出對語言和文學的熱愛」，他進一步稱其為「對西方帝國主義嚴厲的批評以及被迫與體制和平相處時，生存、反擊的同情」。
評論家們討論作者對1830年代學術界的研究，及她在小說中所做的研究和腳註。衛報稱：「這是一位傑出學者的學術著作」，並指出「書頁上充滿了腳註；不是常見的異想天開的腳註……而是學術註釋、恐嚇和說教。」评论指出，主角自命不凡，但同時也很脆弱，當中的平衡令人著迷。 同樣地，芝加哥書評強調了該書如何「教育並敦促我們重新建構——（重新）翻譯——所謂西方文明的主導敘事。」並稱這部小說「在概念和執行上都非常出色，……一部帶有腳註的引人入勝的小說，一部具有更高目標的驚悚小說，一部賭注至關重要的成長小說。」《图书馆杂志》呼應了這種觀點，寫道作者如何「促使讀者質疑帝國和學術界的道德規範」。
這當中包含负面的評論。Paste指出，該書是一本经过精心研究的时代作品，是传统上對闻所未闻的原始尖叫。」但他也稱，「它決心確保其（誠然重要的）訊息被聽到，這意味著這500多頁的書中的很大一部分讓人感覺是說教，而非完全變革性的。」《出版商周刊》這部小說給予了負面評價，稱「匡對黑暗學術界和帝國主義的說教、直率看法令人印象深刻。」 他們稱 「敘事經常被有關帝國主義缺點的說較打斷，不相信讀者或情節本身，不相信其會隨著事件的展開而清楚地顯現出來。作者假設觀眾不同意和她在一起，結果讓那些已經意識到種族主義和帝國罪惡的讀者保持一定的距離。同時，角色常常感到可疑的動機。

### 獎項及榮譽
亚马逊、Kirkus Reviews、NPR和《华盛顿邮报》将該書評為年度最佳奇幻書籍之一。巴諾書店将其評為年度十大圖書之一。
在中國成都舉辦的2023年雨果奖中，主辦方裁定該書不符资格，但未进一步解释。后来由雨果獎管理團隊外洩的電郵內容證實因為地點在中國舉辦，管理團隊被告知要對書籍進行審查。
| 年     | 奖                       | 结果 | 備註          |
| ------ | ------------------------ | ---- | ------------- |
| 2022年 | 布萊克威爾年度小说类图书 | 優勝 | [ 24 ]        |
| 2022年 | Goodreads 書獎           | 提名 | [ 25 ]        |
| 2022年 | 水石年度書獎             | 入圍 | [ 26 ] [ 27 ] |
| 2022年 | 星云奖最佳小说           | 優勝 | [ 28 ]        |
| 2023年 | 英國圖書獎（小說類）     | 優勝 | [ 29 ]        |
| 2023年 | 奇幻小说軌跡獎           | 優勝 | [ 30 ]        |